# ماك جارنر
ماك جارنر (بالإنجليزية: Mack Garner)‏ هو فارس أمريكي، ولد في 23 ديسمبر 1898 في سنترفيل في الولايات المتحدة، وتوفي في 14 أكتوبر 1936.